# Золотий Вік (ювелірна компанія)
Золотий Вік — український ювелірний бренд, що також має власне виробництво золотих, срібних та платинових прикрас. Налічується понад 500 магазинів[джерело?] у всіх регіонах України. 

## Історія
Ювелірний завод «Золотий Вік» був створений в 1999 році. 2021 року ювелірний дім «Золотий Вік» виріс до понад 500 філіалів по всій країні. 
2021 року обличчям компанії стала українська співачка Настя Каменських.

## Скандали
Компанія «Золотий вік» потрапила у скандал через плагіат дизайну каблучки, яку вони ніби-то скопіювали в української дизайнерки ювелірних виробів Валерії Гуземи.
У Львові дівчину не взяли на роботу у «Золотий вік» через відмову спілкуватись російською.

## Нагороди
- У 2009 році торгова марка «Золотий Вік» отримала звання «Бренд Року»[джерело?].

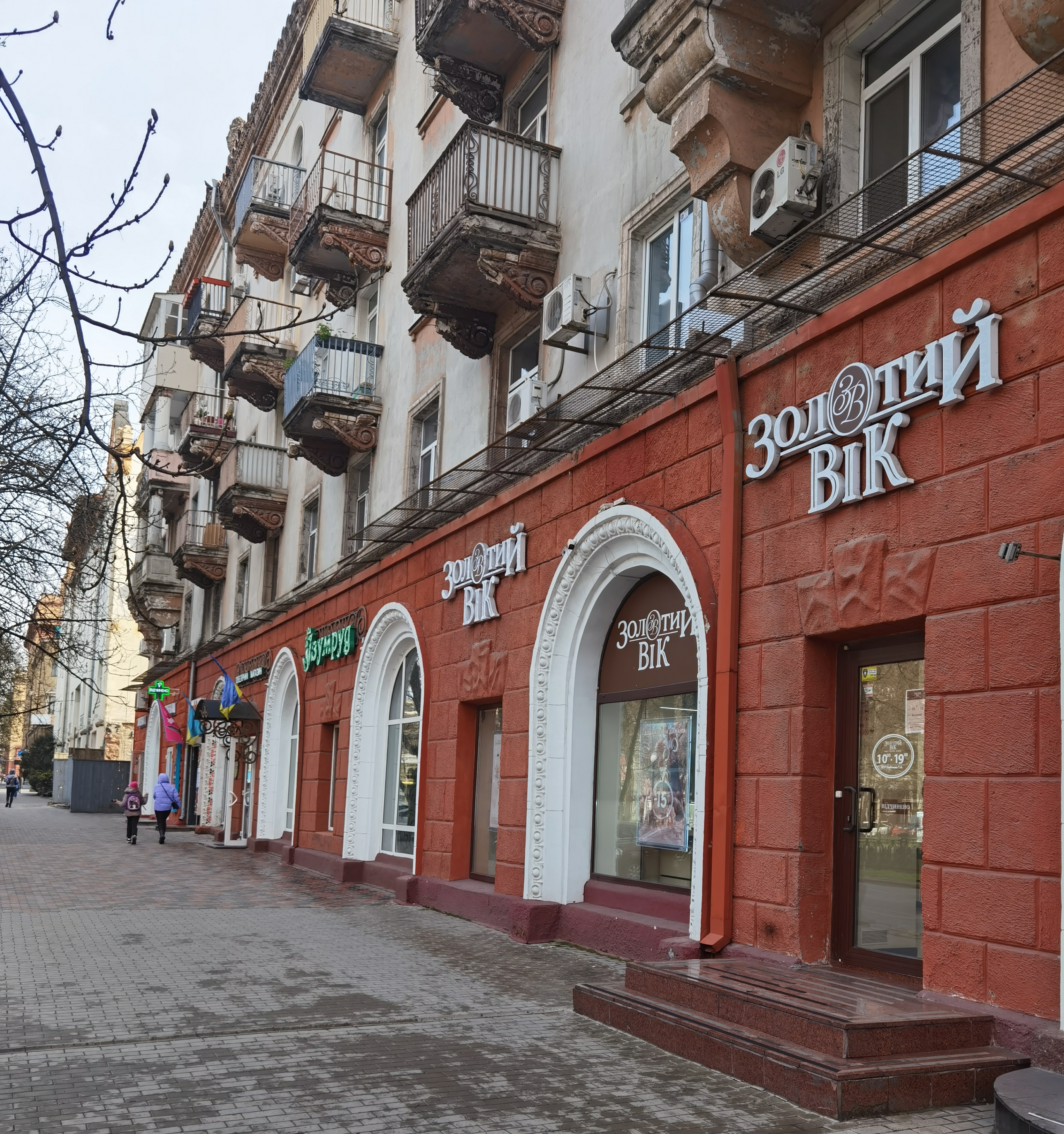
Один з магазинів "Золотий Вік"

- Один з магазинів "Золотий Вік"У 2019 р. — переможець номінації «Ритейлер року в Jewelry» за підсумками Ukrainian Retail Association[джерело?].